# Moses Ezekiel
Pour les articles homonymes, voir Ezekiel.
Moses Jacob Ezekiel, né le 28 octobre 1844 à Richmond en Virginie aux États-Unis et mort le 27 mars 1917 à Rome en Italie, est un sculpteur américain qui fit l'essentiel de sa carrière à Rome.

## Biographie
Moses Ezekiel est né à Richmond, fils de Jacob Ezekiel (1812–1899), un Juif ashkénaze et de Catherine de Castro Ezekiel, séfarade.  Ses grands-parents avaient émigré de Hollande vers les États-Unis au début des années 1800, s'installant d'abord à Philadelphie. Son père, marchand de coton et relieur , « un bon écrivain et un homme cultivé, qui possédait les œuvres complètes de Maïmonide », fonde la Hebrew Benevolent Society of Baltimore. Il s'installe à Richmond en 1834, se lançant dans le commerce de produits secs. Il est secrétaire de la synagogue Kahal Kadosh Beth Shalome « et porte-parole des Juifs de Richmond ».  À Cincinnati, Jacob est secrétaire du conseil d'administration du Hebrew Union College ; il est également membre fondateur du B'nai B'rith.
Le septième enfant de la fratrie, Moïse a trois frères et huit sœurs, dont au moins un était mort-né. Il est élevé comme un juif pratiquant par ses grands-parents, chez qui ses parents l'envoient vivre en raison de difficultés financières. Ils possédent un magasin de tissus qui vend des costumes et des robes de femmes pour les esclaves sur le point d'être vendus. Ils possèdent eux-mêmes quelques esclaves.  Moïse « est envoyé dans une école payante », celle du « vieux M. Burton Davis » à Richmond, et il fréquente une école de danse.
En 1859, Isabella Johnson, une femme noire libre qui travaille dans la maison Ezekiel à Richmond, donne naissance à une fille dont le père est probablement Moses Jacob Ezekiel.
Lorsque Fort Sumter est attaqué et que la Virginie fait sécession, il intègre la Virginia Military Institute (VMI) et devient le premier cadet de confession juive de l'histoire de l'institution militaire,.
Il est, durant la Guerre de Sécession, combattant dans l'armée confédérée et blessé lors de la bataille de New Market en 1864, puis il participe la formation des cadets de la VMI et combat dans les tranchées lors de la défense de sa ville natale et également à Lexington. Il reçoit de nombreuses décorations militaires pour ses faits d'armes.
Après la guerre, Moses Ezekiel retourne au VMI pour terminer ses études, obtenant son diplôme en 1866. Il réside quelque temps à Cincinnati (Ohio) où il suit ses parents puis part étudier la peinture et la sculpture en Europe à Berlin en 1869 à l'Académie royale des arts, notamment auprès d'Albert Wolff. En 1873, il devient le premier non-Allemand à remporter le prestigieux Prix de Rome Michel Beer et est admis à la Société des artistes de la ville.
Ayant besoin d'argent, au début des années 1870, pendant la guerre franco-prussienne , il devint correspondant de guerre pour le New York Herald mais est arrêté et emprisonné « pendant un certain temps » comme espion pour la France.

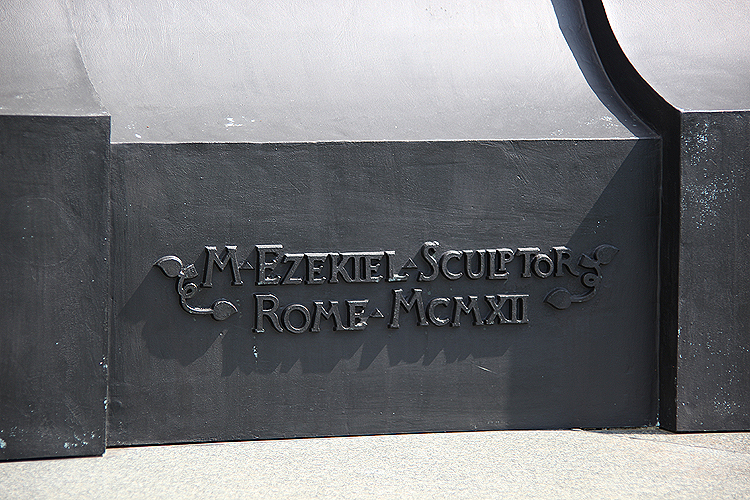
Inscription du sculpteur Ezekiel sur le socle du monument des Confédérés au cimetière national d'Arlington en Virginie, symbole de la Cause perdue.

Il part ensuite en Italie où il passera le reste de sa vie à travailler à Rome, ville qui le fascine, où il obtient un grand succès et de nombreuses décorations de la part des rois Humbert Ier et Victor-Emmanuel III. Il réalise également des séjours à la villa d'Este à Tivoli sur l'invitation du cardinal Gustav von Hohenlohe et contribue à la re-décoration du lieu.
Le roi Victor Emmanuel III déclare Ezekiel Cavaliere Ufficiale della Corana d'Italia (Officier de la Couronne d'Italie) en 1906. Le sculpteur était connu sous le nom de « Sir Moses Ezekiel » dès 1892.
« Pendant la Première Guerre mondiale, il fait partie d'un comité qui distribue des fonds de la Croix-Rouge américaine aux Italiens dans le besoin et il aide également à coordonner les expéditions de fournitures aux soldats au front ».
Moses Ezekiel meurt d'une pneumonie en 1917 à Rome et y est enterré jusqu'en 1921, quand ses restes sont transportés au Mémorial confédéré du Cimetière national d'Arlington, selon ses vœux.
Célèbre à son époque grâce à ses portraits héroïques et réalistes, comparé à Michel-Ange en 1876, la renommée d'Ezekiel n'a pas résisté à l'épreuve du temps, et il est presque oublié de nos jours pour ne pas avoir innové dans son art.

## Principales œuvres

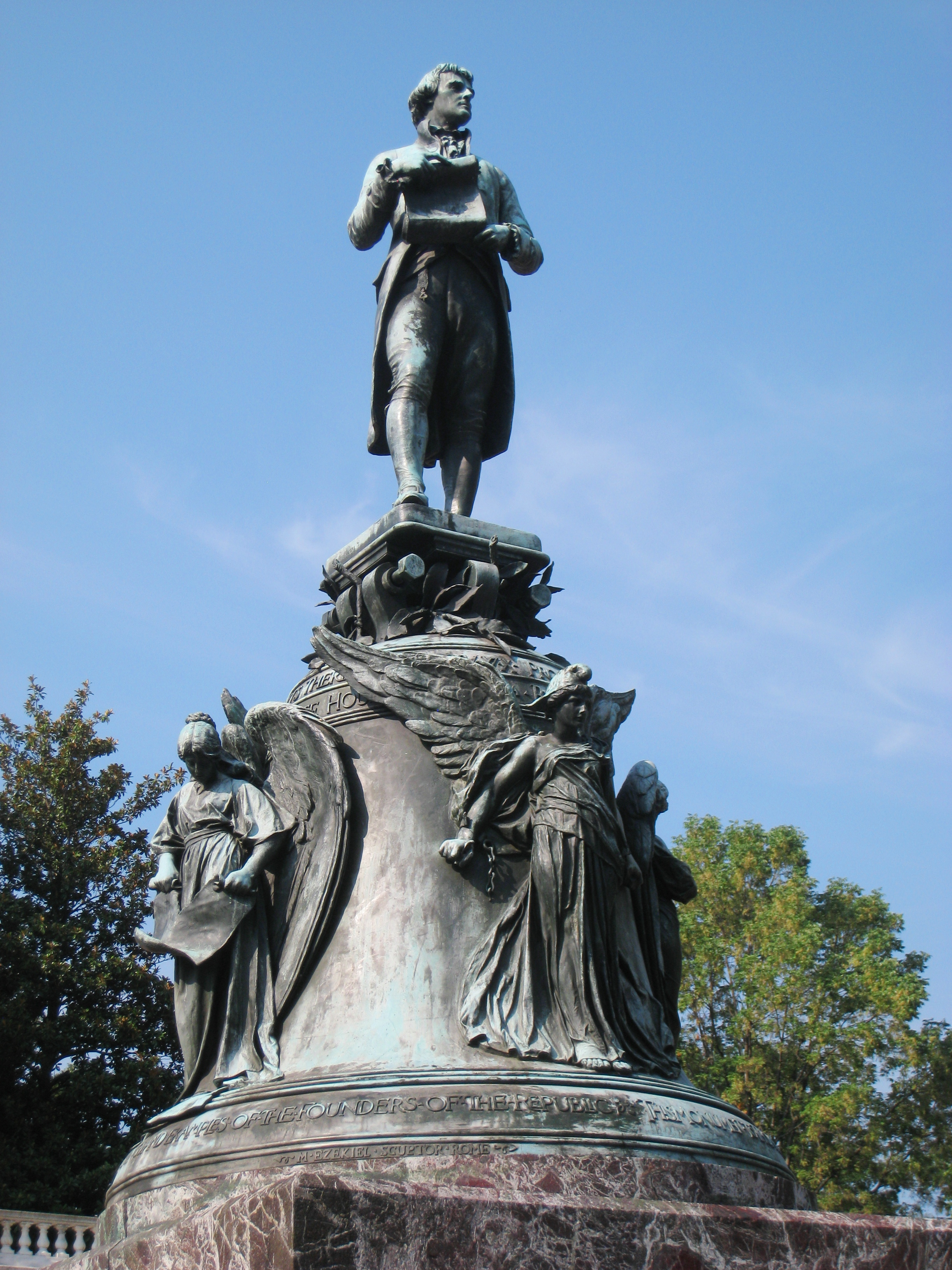
Monument à Thomas Jefferson, Charlottesville (1910)

- Religious Liberty au National Museum of American Jewish History (Philadelphie, Pennsylvanie), 1876
- Statuary Vista, 11 sculptures d'artistes, Jardin botanique de Norfolk (Norfolk en Virginie), 1879–1884
- Jefferson Monument (pour Thomas Jefferson) (Louisville, Kentucky), 1901
- Virginia Mourning Her Dead (Lexington, Virginie), 1903 (une autre version est conservée au Musée de la Confédération de Richmond), symbole de la Cause perdue.
- A. J. Drexel, statue et Buste de l'Université Drexel (Philadelphie, Pennsylvanie), 1904 et 1905
- Confederate Soldiers' Memorial au Arlington National Cemetery (Arlington, Virginie), 1914
- Edgar Allan Poe à l'Université de Baltimore (Baltimore, Maryland)

## Galerie

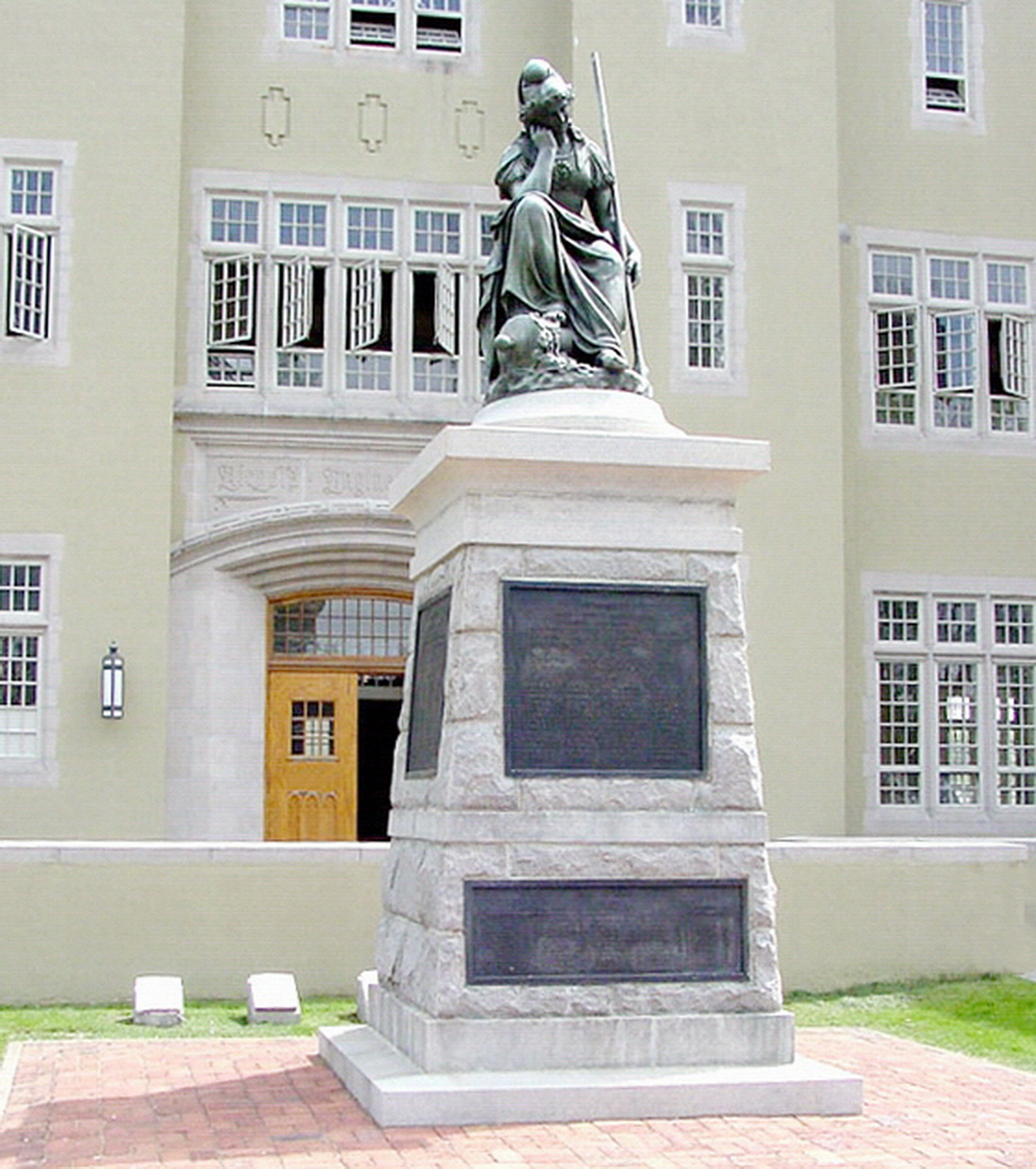
Virginia Mourning Her Dead (1903), Institut militaire de Virginie, Lexington, Virginie.
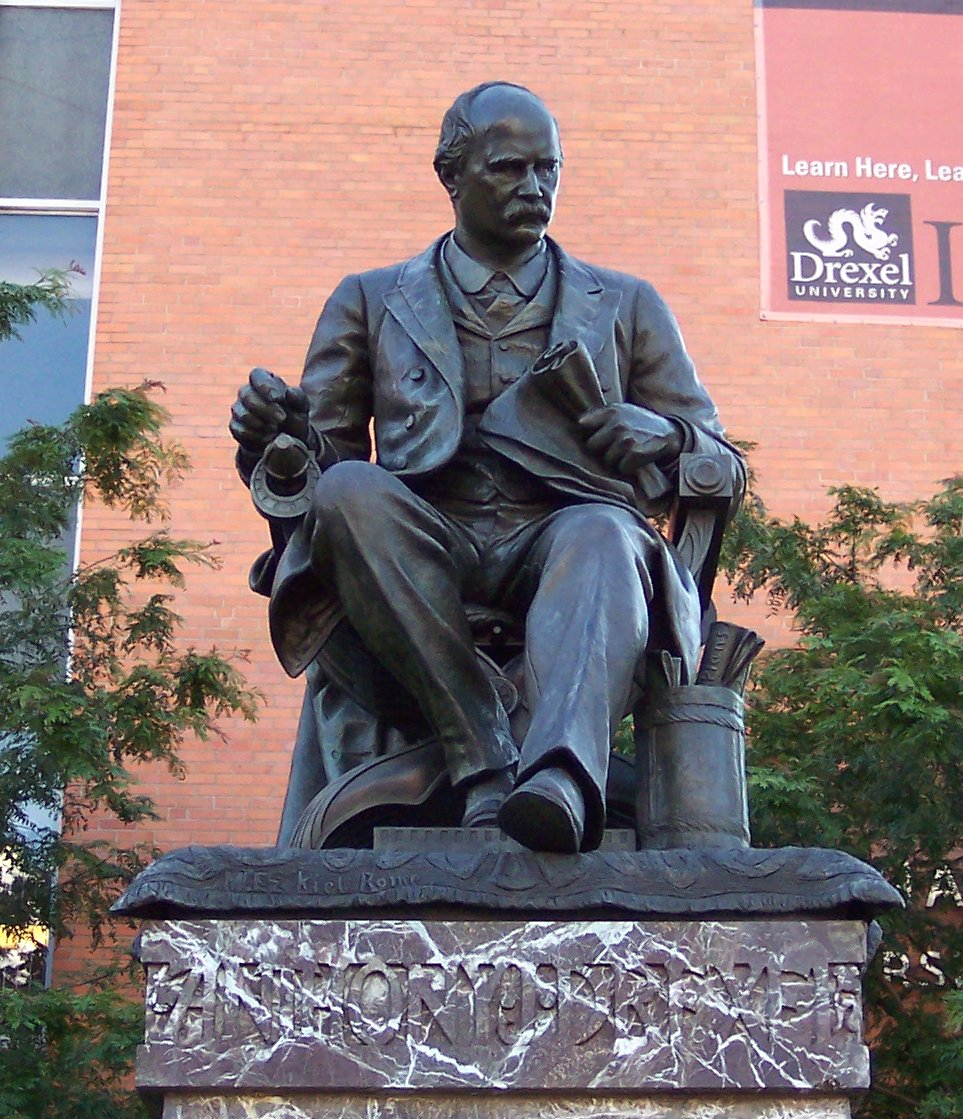
Anthony J. Drexel (1904), Université Drexel, Philadelphie, Pennsylvanie.
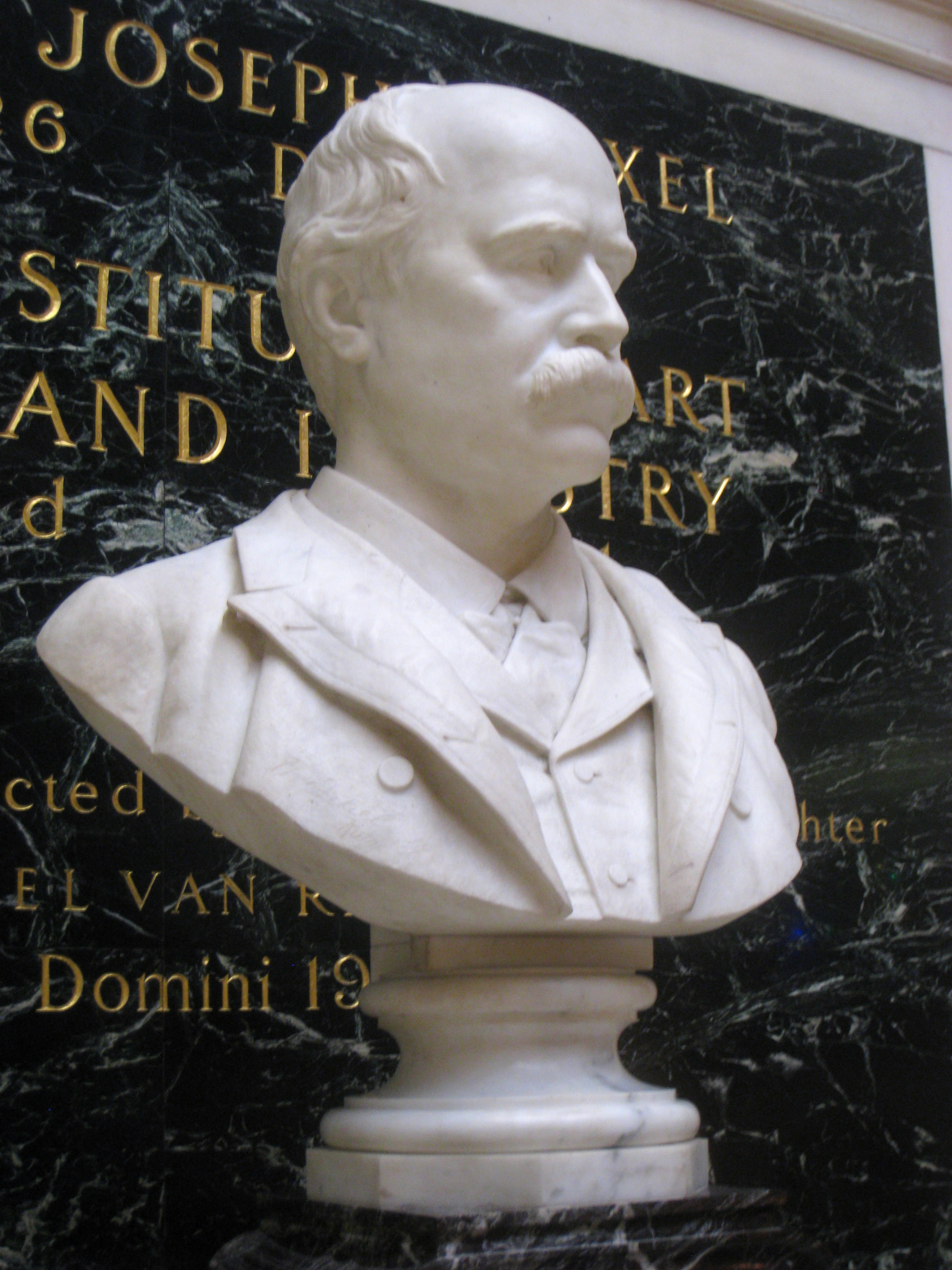
Buste d'Anthony J. Drexel (1905), Université Drexel, Philadelphie, Pennsylvanie.
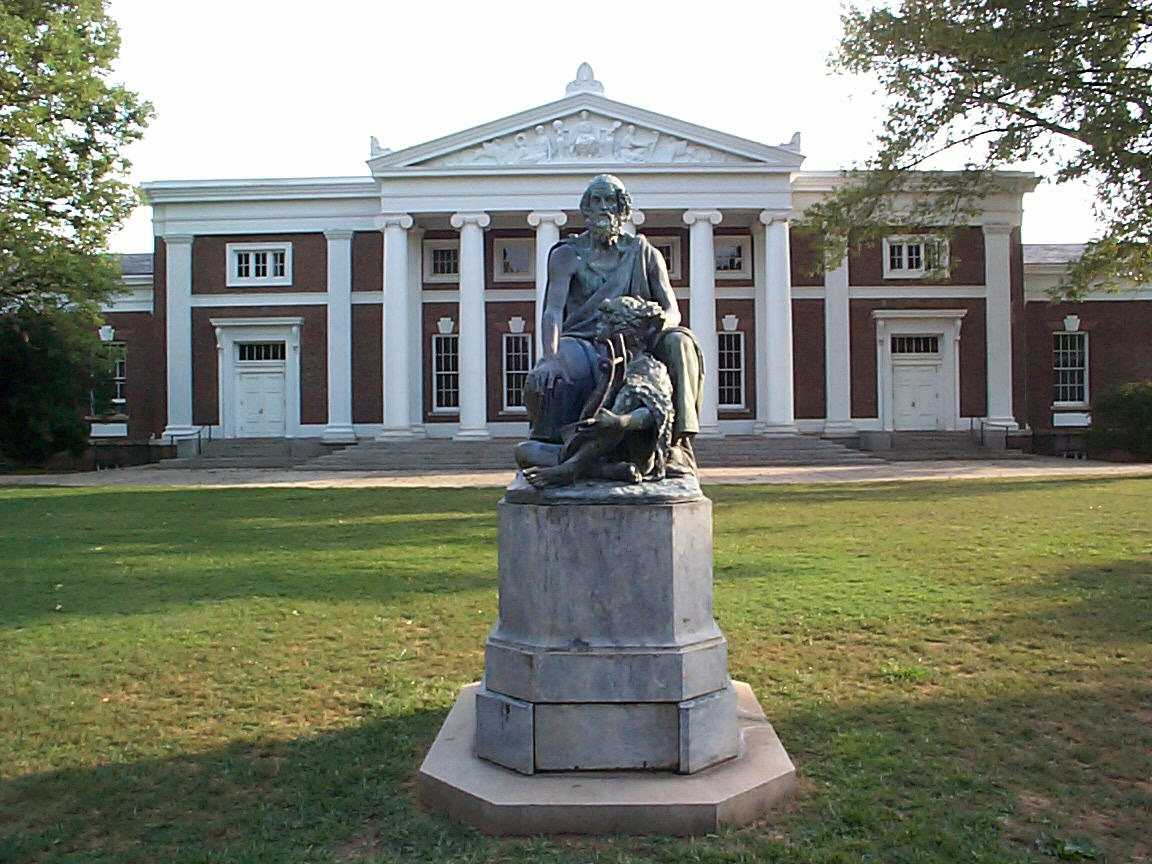
Homère (1907), Université de Virginie, Charlottesville, Virginie.
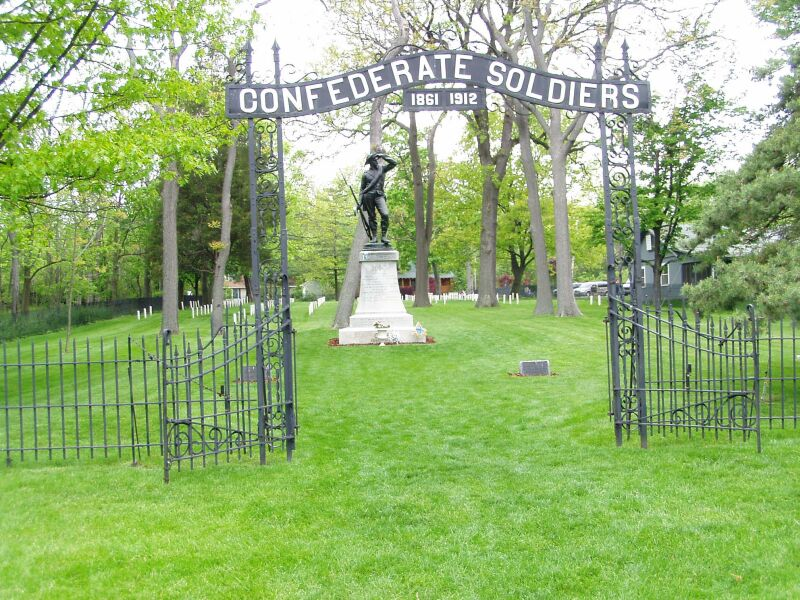
The Lookout (1910), Cimetière confédéré, Ile Johnson, Ohio.
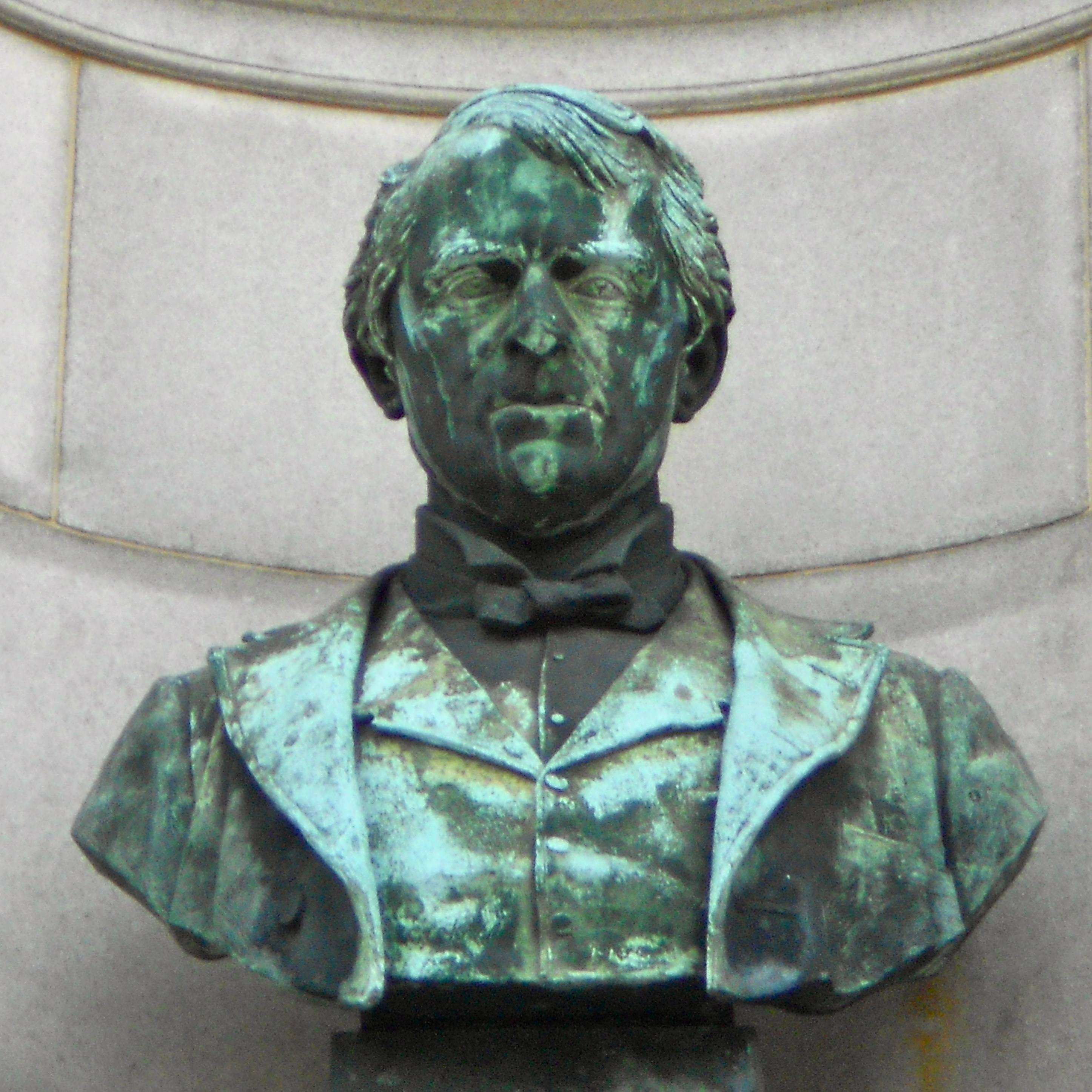
Buste d'Andrew Gregg Curtin (1912), Arc commémoratif de Smith, Philadelphie, Pennsylvanie.
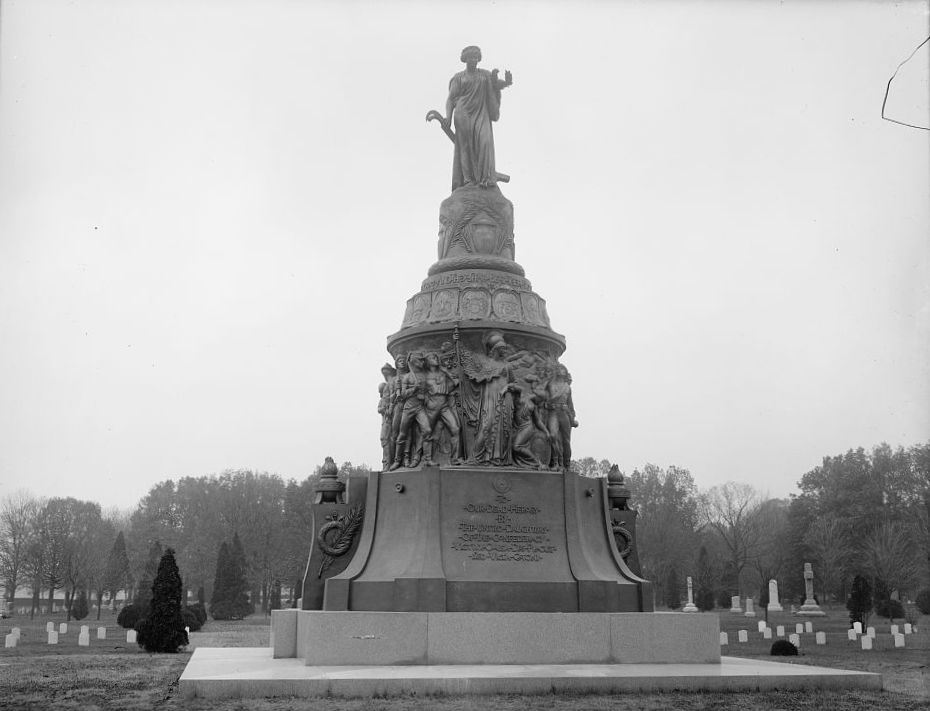
Monument aux soldats confédérés (1914), Cimetière national d'Arlington , Arlington, Virginie.
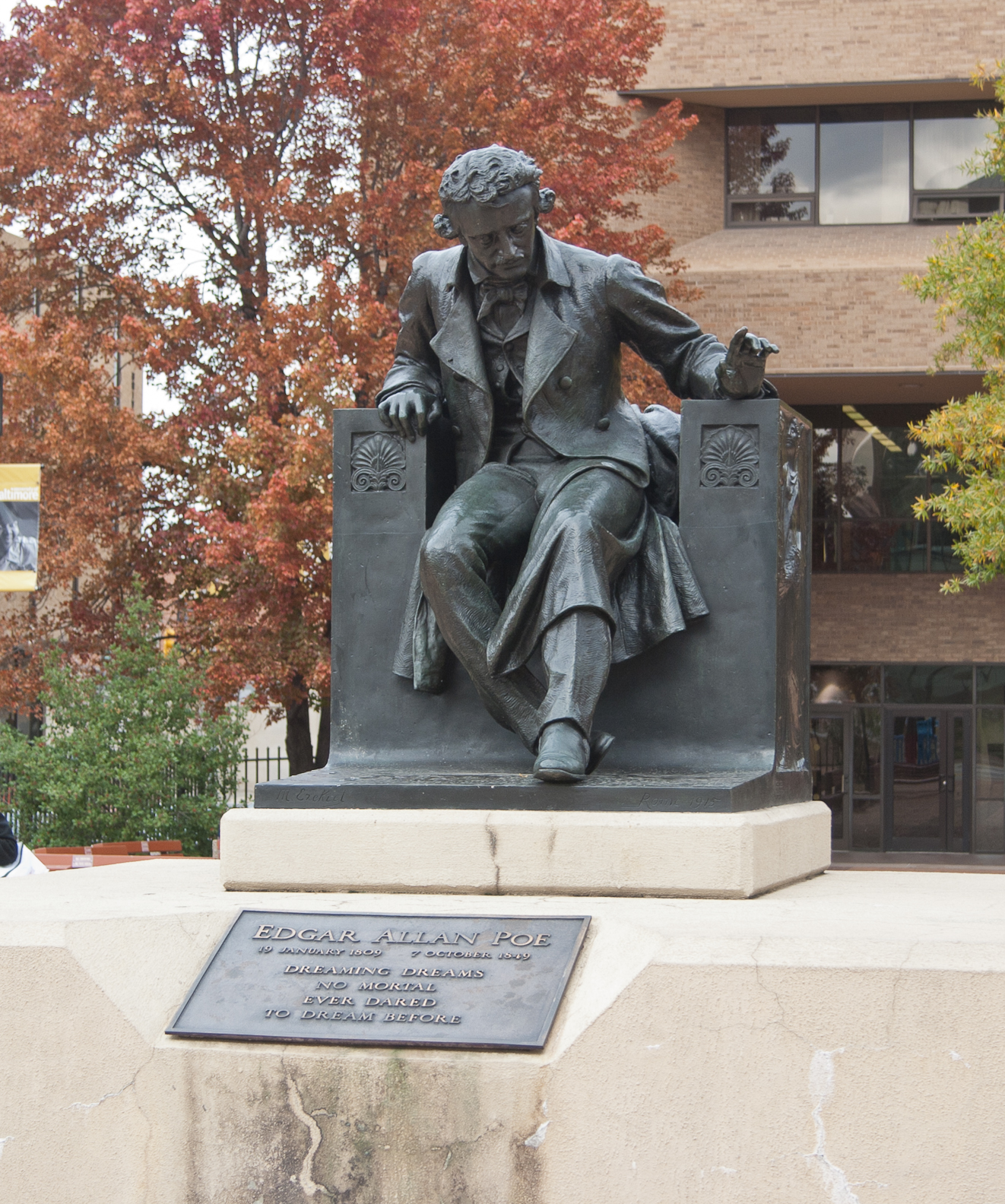
Statue d'Edgar Allan Poe (1917), Université de Baltimore, Baltimore, Maryland.

### Sources
- (en) Cet article est partiellement ou en totalité issu de l’article de Wikipédia en anglais intitulé « Moses Jacob Ezekiel » (voir la liste des auteurs).